# Schwarzleite
Die Schwarzleite ist ein 481 m ü. NHN hoher bewaldeter Bergrücken im mittelfränkischen Landkreis Weißenburg-Gunzenhausen zwischen dem Großen Brombachsee im Norden, Ramsberg im Westen, St. Veit im Süden und Pleinfeld im Osten. Der Berg war zusammen mit seinem Waldgebiet bis zur Gemeindegebietsreform in Bayern ein Gemeindefreies Gebiet.

## Geographie

### Lage
Der bewaldete Bergrücken liegt im Nordosten des Landkreises Weißenburg-Gunzenhausen unweit westlich einiger Pleinfelder Wohngebiete, Sportplätze und eines Camping-Platzes. Im Norden fällt der Berg in das Tal des Brombachs ab, der seit den 1990er Jahren im Rahmen des Projekts Fränkisches Seenland vom Großen Brombachsee eingenommen wird. Südlich des Berges liegen St. Veit und die Bahnstrecke Gunzenhausen–Pleinfeld, dort fällt das Gelände in die Senke des Bachsystems des Banzerbaches ab. Im Westen erhebt sich der Weinberg, der Hausberg des Ortes Ramsberg. Durch das Waldgebiet führen einige Wander- und Radwanderwege.

### Naturräumliche Zuordnung
Die Schwarzleite gehört in der naturräumlichen Haupteinheitengruppe Fränkisches Keuper-Lias-Land (Nr. 11), in der Haupteinheit Mittelfränkisches Becken (113) und in der Untereinheit Südliche Mittelfränkische Platten (113.3) zum Naturraum des südlichen Vorlandes des Spalter Hügellandes (113.33).